# Pseudogriphoneura tristis
Pseudogriphoneura tristis är en tvåvingeart som beskrevs av Friedrich Georg Hendel 1936. Pseudogriphoneura tristis ingår i släktet Pseudogriphoneura och familjen lövflugor. Inga underarter finns listade i Catalogue of Life.